# Sīāh Chenār
Sīāh Chenār (persiska: سياه چنار) är en ort i Iran.   Den ligger i provinsen Mazandaran, i den norra delen av landet, 200 km nordost om huvudstaden Teheran. Sīāh Chenār ligger 2 meter över havet och antalet invånare är 231.
Terrängen runt Sīāh Chenār är platt. Runt Sīāh Chenār är det ganska tätbefolkat, med 80 invånare per kvadratkilometer. Närmaste större samhälle är Nekā, 8,6 km sydost om Sīāh Chenār. Trakten runt Sīāh Chenār består till största delen av jordbruksmark.